# Museo Militar Nacional de Túnez
El Museo Militar Nacional de Túnez (en árabe: المتحف الوطني العسكري التونسي‎; en francés: Musée militaire national tunisien) es un museo ubicado en Manouba, al noreste de Túnez. Está dedicado a exhibir artefactos militares utilizados en diferentes momentos de la historia de Túnez.

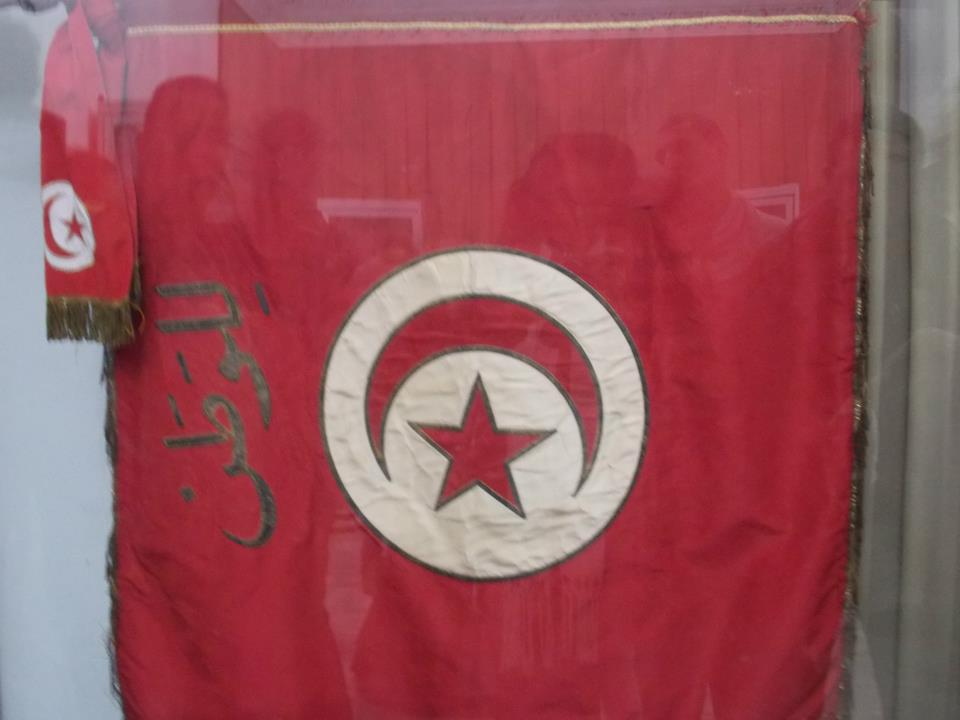
Esta bandera fue izada durante la firma de la Independencia del país durante el 20 de marzo de 1956. Ahora está expuesta en el Museo Militar Nacional.

## Historia
El edificio fue construido en el centro de un jardín de rosas por Hammuda Pasha Bey, por esta razón el edificio se llama Palacio de la Rosa. Durante el Proctectorado, el edificio se convirtió en puesto de mando. El edificio fue abandonado después de la independencia del país. El Ministerio de la Defensa Nacional se encargó de restaurar el edificio y convertirlo en museo. Habib Bourguiba fue quien decidió convertir el palacio en museo. En 1894, el museo fue inaugurado tras el 28 aniversario de la creación del primer núcleo del ejército, aunque solo los soldados y sus familias podían acceder al museo. En 1989, el museo se abrió al público en general. En mayo de 2015, se llevó a cabo en el museo una exposición de fotografías de monumentos de Manouba.

## Colecciones
El museo contiene más de 23.000 objetos, incluidos escudos, modelos en miniatura de barcos y pinturas al óleo. La mayoría de los objetos expuestos en el museo son armas. El museo cuenta con salas especializadas en cierta parte de la historia del país, incluyendo los períodos Antiguo, Medieval, Otomano, Muradita y Husainita . El museo exhibe modelos de flotas cartaginesas, estatuas de soldados romanos y bóvedas decoradas con yeso utilizando la técnica de decoración naksh-hdîda. El museo cuenta con una sala denominada “Resistencia Armada”, que se enfoca en la ocupación francesa, en esta sala se encuentran piezas de artillería, uniformes y extractos de periódicos de esa época, también hay fotos de combatientes. El museo también exhibe fotografías del ejército durante la Revolución de 2011. El museo contiene tanques y cañones, así como equipo militar utilizado en los primeros años de la independencia de Túnez. El museo tiene colecciones de armas del siglo XIX, también el museo tiene exhibiciones sobre la participación del ejército tunecino aliado con los otomanos durante la Guerra de Crimea. El museo también tiene documentos históricos y manuscritos.